# راتفارنهام
شهر راتفارنهام (به انگلیسی: Rathfarnham) با جمعیت ۱۷٫۳۳۳ نفر  در شهرستان دوبلین در کشور جمهوری ایرلند واقع شده‌است.